# Proasellus montenigrinus
Proasellus montenigrinus és una espècie de crustaci isòpode pertanyent a la família dels asèl·lids.

## Subespècies
- Proasellus montenigrinus macedonicus (Karaman, 1955)[4]

## Hàbitat
Viu a l'aigua dolça.

## Distribució geogràfica
Es troba a Europa: Sèrbia i, possiblement també, Albània.